# XyY-Farbraum

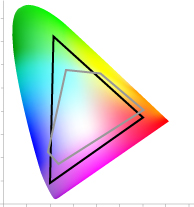
Der xyY-Farbraum mit CMYK- (grau) und RGB-Farbraum (schwarz).

Der xyY-Farbraum bezeichnet die "hufeisen"- oder "schuhsohlenförmige" Normfarbtafel des CIE-Farbsystems. 
Dabei steht x für die Rot-/Purpurachse, y für die Grünachse. 
Die nur in einer dreidimensionalen Ansicht darstellbare Y-Achse enthält die Angaben zur Helligkeit des jeweiligen Farbtons.
Siehe auch: Farbmodell, Farbraum